# Damehåndboldligaen
| Portal | Portal:Håndbold |

Damehåndboldligaen, officielt kaldet Kvindeligaen er den bedste danske række i håndboldens danmarksturnering for kvinder.
De forsvarende mestre er Team Esbjerg, som vandt 2023/24-sæsonen.

## Turneringsstruktur

### Gældende 2021
Mesterskabet afgøres mellem 14 hold, der først alle mødes ude og hjemme i et grundspil. De otte bedst placerede hold i grundspillet avancerer til slutspillet, hvor de otte hold fordeles i to puljer á fire hold, hvor man møder hver modstander én gang ude og én gang hjemme. Altså seks kampe i alt. De to puljer opdeles med Nr. 1, 4, 5 og 8 i den ene og Nr. 2, 3, 6 og 7 i den anden. Nr. 1 og 2 fra grundspillet starter slutspillet med to points. Nr. 3 og 4 starter med et enkelt point, mens de resterende hold starter uden points. De hold, der ender som nr. 1-2 i hver pulje, går videre til semifinaler og skal modes i op til tre kampe. Nr. 1 fra den ene pulje møder nr. 2 fra den anden. Vinderne af semifinalerne mødes i op til tre DM-finaler, mens 2'erne tilsvarende mødes i bronzekampe.
Det hold der slutter sidst i grundspillet rykker direkte ned i 1. division, og bliver erstattet af vinderen af 1. division. Holdene, der slutter som nr. 9-13 i grundspillet spiller kvalifikationsspil. Holdene, der slutter som nr. 2 og 3 i 1. division spiller opspil. Det hold der slutter sidst i kvalifikationsspilene, møder det hold fra 1. division der vant opspilet, i op til tre kampe. Vinderen spiller i Damehåndboldligaen næste sæson, taberen spiller i 1. division.

### Fra 2014
De tolv hold i ligaen møder hver modstander én gang ude og én gang hjemme, hvilket giver 22 kampe. Derefter kvalificerer de seks øverste hold sig til slutspillet, hvor nr. 1-2 går direkte i semifinalerne, mens nr. 3-6 spiller starter med at spille mod hinanden således, at nr. 3 vælger en modstander blandt nr. 4-6, mens to øvrige hold i slutspillet møder hinanden. Vinderen af kampene, der har deltagelse af 3'eren i grundspillet møder grundspillets nr. 2 i semifinalen. Den anden vinder møder grundspilsvinderen. Vinderne i semifinalerne mødes i DM-finalerne. Alle kampene i slutspillet afvikles over to kampe.
Nr. 7-9 i grundspillet skal ikke spille flere kampe, og har sikret sig deltagelse i den efterfølgende sæson. Nr. 10 og 11 skal møde hhv. nr. 3 og 2 fra 1. division for at undgå nedrykning. Nr. 12 rykker direkte ned i 1. division.

### Fra 2008 - 2013
Holdene i Damehåndboldligaen spiller om det danske mesterskab i form af et grundspil på 22 kampe efterfulgt af et slutspil, hvortil de seks bedstplacerede hold i grundspillet kvalificerer sig. De fordeles i to puljer med tre hold i hver, der mødes ude og hjemme, i alt seks kampe. De hold, der slutter som nr. 1 og 2 i grundspillet tager ét point med over i slutspillet, mens de øvrige ikke tager nogle points med over. Nr. 1, 3 og 6 fra grundspillet havner i gruppe 1. Nr. 2, 4 og 5 havner i gruppe 2.
Nr. 1 og 2 fra hver slutspilspulje går videre til semifinalerne, hvor man spiller en ude- og hjemmekamp, hvorfra de samlede vindere mødes i DM-finalen, og de to tabere spiller om bronzemedaljerne. Såvel finalerne og bronzekampene afgøres ligeledes over to kampe.

#### Op-/nedspil
Nr. 7, 8, 9, 10 og 11 samt nr. 2, 3 og 4 fra 1. division fordeles i to puljer med fire hold i hver. De møder så hinanden én gang hjemme og én gang ude, hvorefter nr. 1 og 2 kvalificerer sig til næste sæsons liga, mens 3'erne mødes i op til tre kampe om den sidste plads i ligaen. Taberen af disse kampe samt nr. 4 i hver pulje må nøjes med 1. division den efterfølgende sæson. Det hold, der slutter på sidstepladsen (dvs. nr. 12) rykker direkte ned i 1. division og erstattes af vinderen af denne. Nummer 7 og 10 i ligaen havner i gruppe 1 sammen med nr. 2 og 4 fra 1. division, mens nr. 8, 9 og 11 Nr. 7 og 8 fra ligaen havner i gruppe 2 sammen med nr. 3 fra 1. division. Nr. 7 og 8 fra ligaen starter kvalifikationsspillet med 2 points, nr. 9 og 10 starter med 1 point, mens de resterende hold indleder kvalifikationen uden points.

## Hold i Damehåndboldligaen 2024/25
Følgende hold deltager i Damehåndboldligaen i 2024/25:
- Aarhus United
- Bjerringbro FH
- EH Aalborg
- HH Elite
- Ikast Håndbold
- København Håndbold
- Nykøbing Falster Håndboldklub
- Odense Håndbold
- Ringkøbing Håndbold
- Silkeborg-Voel KFUM
- Skanderborg Håndbold
- SønderjyskE
- Team Esbjerg
- Viborg HK

## Topscorere
Dette er topscorerne i den danske kvindeliga fra 1965/1966 sæsonen og frem
- 1965/1966: Birthe Hansen, FIF (80)
- 1966/1967: Jytte Skøtt Mikkelsen, Hjallese GF (63)
- 1967/1968: Ingeborg Jensen, Randers Freja (93)
- 1968/1969: Aase Jensen, Glostrup IC (86)
- 1969/1970: Birthe Hansen, FIF (85)
- 1970/1971: Karen Rasmussen, H.G. (94)
- 1971/1972: Tove Nielsen, V.R.I (88)
- 1972/1973: Karen Rasmussen, H.G. (98)
- 1973/1974: Jette Madsen, Næstved IF (97)
- 1974/1975: Anne Grete Enggård, Funder GF (78)
- 1975/1976: Bente Lauridsen, AIA-Tranbjerg (84)
- 1976/1977: Ann Andreasen, Svendborg HK (87)
- 1977/1978: Bente Lauridsen, AIA-Tranbjerg (101)
- 1978/1979: Bente Lauridsen, AIA-Tranbjerg (87)
- 1979/1980: Karen Rask, Ejstrupholm GF (91)
- 1980/1981: Birte Carlsen, Helsingør IF (100)
- 1981/1982: Karen Frandsen, Lynge-Uggeløse IF (107)
- 1982/1983: Tove Okkerstrøm, Holstebro KFUM (103)
- 1983/1984: Conni Olesen, NNNfH (105)
- 1984/1985: Hanne Green, NNNfH (108)
- 1985/1986: Anette Rytter, IF Stjernen (115)
- 1986/1987: Anette Rytter, IF Stjernen (129)
- 1987/1988: Vibeke Nielsen, AIA Tranbjerg (105)
- 1988/1989: Helle Petersen, Helsingør IF (92)
- 1989/1990: Helle Petersen, Helsingør IF (93)
- 1990/1991:  Gitte Madsen, Horsens HK (119)
- 1991/1992:  Betina Nørager, Svendborg HK (136)
- 1992/1993:  Lise Lotte Lauridsen, Lyngså BK (139)
- 1993/1994:  Sisse Bruun Jørgensen Virum-Sorgenfri HK (141)
- 1994/1995:  Heidi Astrup, Viborg HK (157)
- 1995/1996:  Mette Vestergaard, FIF (172)
- 1996/1997:  Merete Møller, Vorup FB (163)
- 1997/1998:  Camilla Andersen, FIF (188)
- 1998/1999:  Camilla Andersen, FIF (180)
- 1999/2000:  Camilla Andersen, FIF (163)
- 2000/2001:  Mette Vestergaard Larsen, FIF Håndbold (133)
- 2001/2002:  Camilla Andersen, Slagelse FH (181)
- 2002/2003:  Camilla Andersen, Slagelse FH (215)
- 2003/2004:  Bojana Petrović, Slagelse FH (175)
- 2004/2005:  Bojana Popović, Slagelse FH (174)
- 2005/2006:  Tanja Milanović, Ikast-Bording Elite Håndbold (172)
- 2006/2007:  Mette Sjøberg, FCK Håndbold (167)
- 2007/2008:  Nadine Krause, FCK Håndbold (153)
- 2008/2009:  Grit Jurack, Viborg HK (125)
- 2009/2010:  Kristina Kristiansen, Team Tvis Holstebro
- 2010/2011:  Mette Gravholt, Team Tvis Holstebro (141)
- 2011/2012:  Mette Gravholt, Team Tvis Holstebro (204)
- 2012/2013:  Estavana Polman, SønderjyskE Håndbold (138)
- 2013/2014:  Estavana Polman, Team Esbjerg (153)
- 2014/2015:  Jette Hansen, Silkeborg-Voel KFUM (157)
- 2015/2016:  Kristina Kristiansen, Nykøbing Falster Håndboldklub (167)
- 2016/2017:  Trine Troelsen, Silkeborg-Voel KFUM (180)
- 2017/2018:  Ann Grete Nørgaard, Viborg HK (178)
- 2018/2019:  Estavana Polman, Team Esbjerg (219)
- 2019/2020:  Mia Rej, København Håndbold (170)
- 2020/2021:  Kristina Jørgensen, Viborg HK (269)
- 2021/2022:  Henny Reistad, Team Esbjerg (245)
- 2022/2023:  Henny Reistad, Team Esbjerg (204)
- 2023/2024:  Line Gyldenløve Kristensen, Bjerringbro FH (173)
- 2024/2025:  Tabea Schmid, København Håndbold (287)

## Vindere
Alle vinderne og øvrige medaljetagere i Damehåndboldligaen siden 1935.
| Sæson     | Guld                              | Sølv                          | Bronze                 |
| --------- | --------------------------------- | ----------------------------- | ---------------------- |
| 1935-1936 | K.I. (1)                          |                               |                        |
| 1936-1937 | K.K.G. (1)                        |                               |                        |
| 1937-1938 | K.I. (2)                          |                               |                        |
| 1938-1939 | R.H. 33 (1)                       |                               |                        |
| 1939-1940 | K.K.G. (2)                        |                               |                        |
| 1940-1941 | K.K.G. (3)                        |                               |                        |
| 1941-1942 | AGF (1)                           |                               |                        |
| 1942-1943 | K.I. (3)                          |                               |                        |
| 1943-1944 | K.I. (4)                          |                               |                        |
| 1944-1945 | Ikke afholdt                      | Ikke afholdt                  | Ikke afholdt           |
| 1945-1946 | K.K.G. (4)                        |                               |                        |
| 1946-1947 | K.I. (5)                          |                               |                        |
| 1947-1948 | K.I. (6)                          |                               |                        |
| 1948-1949 | AGF (2)                           |                               |                        |
| 1949-1950 | K.I. (7)                          |                               |                        |
| 1950-1951 | H.G. (1)                          |                               |                        |
| 1951-1952 | V.R.I. (1)                        |                               |                        |
| 1952-1953 | H.G. (2)                          |                               |                        |
| 1953-1954 | K.I. (8)                          |                               |                        |
| 1954-1955 | USG (1)                           |                               |                        |
| 1955-1956 | FIF (1)                           |                               |                        |
| 1956-1957 | H.G. (3)                          |                               |                        |
| 1957-1958 | H.G. (4)                          |                               |                        |
| 1958-1959 | FIF (2)                           |                               |                        |
| 1959-1960 | H.G. (5)                          |                               |                        |
| 1960-1961 | Svendborg HK (1)                  |                               |                        |
| 1961-1962 | FIF (3)                           |                               |                        |
| 1962-1963 | Helsingør IF (1)                  |                               |                        |
| 1963-1964 | H.G. (6)                          |                               |                        |
| 1964-1965 | H.G. (7)                          |                               |                        |
| 1965-1966 | FIF (4)                           | H.G.                          | IK Skovbakken          |
| 1966-1967 | FIF (5)                           | H.G.                          | IK Skovbakken          |
| 1967-1968 | H.G. (8)                          | FIF                           | K.I.                   |
| 1968-1969 | H.G. (9)                          | FIF                           | K.I.                   |
| 1969-1970 | H.G. (10)                         | FIF                           | Glostrup IC            |
| 1970-1971 | FIF (6)                           | H.G.                          | Glostrup IC            |
| 1971-1972 | FIF (7)                           | Glostrup IC                   | Hørsholm-Usserød IK    |
| 1972-1973 | FIF (8)                           | Funder GF                     | Næstved IF             |
| 1973-1974 | FIF (9)                           | H.G.                          | Glostrup IC            |
| 1974-1975 | H.G. (11)                         | FIF                           | Helsingør IF           |
| 1975-1976 | FIF (10)                          | AIA-Tranbjerg                 | H.G.                   |
| 1976-1977 | H.G. (12)                         | FIF                           | Svendborg HK           |
| 1977-1978 | FIF (11)                          | AIA-Tranbjerg                 | Svendborg HK           |
| 1978-1979 | Svendborg HK (2)                  | FIF                           | AIA-Tranbjerg          |
| 1979-1980 | FIF (12)                          | Helsingør IF                  | Greve IF               |
| 1980-1981 | FIF (13)                          | IF Stjernen                   | Svendborg HK           |
| 1981-1982 | AIA-Tranbjerg (1)                 | Svendborg HK                  | FIF                    |
| 1982-1983 | Helsingør IF (2)                  | Holstebro KFUM                | FIF                    |
| 1983-1984 | Helsingør IF (3)                  | AIA-Tranbjerg                 | Rødovre HK             |
| 1984-1985 | FIF (14)                          | Helsingør IF                  | IF Stjernen            |
| 1985-1986 | IF Stjernen (1)                   | Rødovre HK                    | GOG                    |
| 1986-1987 | Rødovre HK (1)                    | Lyngså BK                     | NNfH Lemvig            |
| 1987-1988 | Lyngså BK (1)                     | Rødovre HK                    | GOG                    |
| 1988-1989 | FIF (15)                          | AIA-Tranbjerg                 | GOG                    |
| 1989-1990 | GOG (1)                           | FIF                           | Lyngså BK              |
| 1990-1991 | GOG (2)                           | Viborg HK                     | FIF                    |
| 1991-1992 | GOG (3)                           | Viborg HK                     | FIF                    |
| 1992-1993 | GOG (4)                           | Viborg HK                     | FIF                    |
| 1993-1994 | Viborg HK (1)                     | GOG                           | Ikast FS               |
| 1994-1995 | Viborg HK (2)                     | GOG                           | Ikast FS               |
| 1995-1996 | Viborg HK (3)                     | GOG                           | Ikast FS               |
| 1996-1997 | Viborg HK (4)                     | Frederikshavn fI              | GOG                    |
| 1997-1998 | Ikast FS (1)                      | Viborg HK                     | FIF                    |
| 1998-1999 | Viborg HK (5)                     | Ikast FS                      | Frederikshavn fI       |
| 1999-2000 | Viborg HK (6)                     | FIF                           | Ikast-Bording EH       |
| 2000-2001 | Viborg HK (7)                     | GOG                           | Ikast-Bording EH       |
| 2001-2002 | Viborg HK (8)                     | Ikast-Bording EH              | Randers HK             |
| 2002-2003 | Slagelse FH (1)                   | Ikast-Bording EH              | GOG                    |
| 2003-2004 | Viborg HK (9)                     | Slagelse FH                   | Ikast-Bording EH       |
| 2004-2005 | Slagelse DT (2)                   | Aalborg DH                    | Viborg HK              |
| 2005-2006 | Viborg HK (10)                    | Slagelse DT                   | Aalborg DH             |
| 2006-2007 | Slagelse DT (3)                   | Viborg HK                     | Aalborg DH             |
| 2007-2008 | Viborg HK (11)                    | Ikast-Bording EH              | FCK Håndbold           |
| 2008-2009 | Viborg HK (12)                    | Aalborg DH                    | FCK Håndbold           |
| 2009-2010 | Viborg HK (13)                    | Randers HK                    | KIF Vejen              |
| 2010-2011 | FC Midtjylland (1)                | Randers HK                    | Viborg HK              |
| 2011-2012 | Randers HK (1)                    | Viborg HK                     | FC Midtjylland         |
| 2012-2013 | FC Midtjylland (2)                | Team Tvis Holstebro           | Viborg HK              |
| 2013-2014 | Viborg HK (14)                    | FC Midtjylland                | Randers HK             |
| 2014-2015 | FC Midtjylland (3)                | Team Esbjerg                  | Team Tvis Holstebro    |
| 2015-2016 | Team Esbjerg (1)                  | FC Midtjylland                | Team Tvis Holstebro    |
| 2016-2017 | Nykøbing Falster Håndboldklub (1) | København Håndbold            | FC Midtjylland         |
| 2017-2018 | København Håndbold (1)            | Odense Håndbold               | Viborg HK              |
| 2018-2019 | Team Esbjerg (2)                  | Herning-Ikast Håndbold        | Odense Håndbold        |
| 2019-2020 | Team Esbjerg (3)1                 | Odense Håndbold               | Viborg HK              |
| 2020-2021 | Odense Håndbold (1)               | Viborg HK                     | Herning-Ikast Håndbold |
| 2021-2022 | Odense Håndbold (2)               | Team Esbjerg                  | Herning-Ikast Håndbold |
| 2022-2023 | Team Esbjerg (4)                  | Odense Håndbold               | Ikast Håndbold         |
| 2023-2024 | Team Esbjerg (5)                  | Nykøbing Falster Håndboldklub | Odense Håndbold        |
| 2024-2025 | Odense Håndbold (3)               | Team Esbjerg                  | Ikast Håndbold         |
Note
1^. Sæsonen blev ikke færdigspillet pga. COVID-pandemien. Team Esbjerg blev kåret som mester, eftersom de førte grundspillet da turneringen stoppede.